# 마녀 (2014년 영화)
"마녀"는 2014년에 개봉한 대한민국의 영화이다.

## 캐스팅
- 박주희 : 세영 역
- 나수윤 : 이선 역
- 이미소 : 세민 역
- 강기화 : 민주 역
- 신예진 : 은정 역
- 안선영 : 화영 역
- 이익준 : 민호 역
- 김태준 : 택배남 역
- 정희태 :  세영의 부 역
- 문세윤 : 대학 선배 역
- 김혜진 : 대학 조교 역
- 이규형 : 재욱 역
- 배유람 : 진우 역
- 미소윤 : 치과직원 역

## 수상
- 2014년 제15회 전주국제영화제 무비꼴라쥬상